# Jamie Coombes
James Timothy Barry Coombes (Gibraltár, 1996. május 27. –) gibraltári válogatott labdarúgó, aki jelenleg a Manchester 62 játékosa.

## Statisztika

### Válogatott
| Gibraltár | Gibraltár | Gibraltár |
| Év        | Mérk.     | Gólok     |
| --------- | --------- | --------- |
| 2015      | 2         | 0         |
| Összesen  | 2         | 0         |